# Jacek Siewiera
Jacek Zdzisław Siewiera (ur. 27 kwietnia 1984 we Wrocławiu) – podpułkownik Wojska Polskiego, lekarz i prawnik. Doktor habilitowany nauk medycznych, specjalista anestezjologii i intensywnej terapii. W 2022 sekretarz stanu w Kancelarii Prezydenta RP, w latach 2022–2025 szef Biura Bezpieczeństwa Narodowego.

## Życiorys
W wyborach samorządowych w 2002 bez powodzenia ubiegał się o mandat radnego sejmiku dolnośląskiego z listy koalicji POPiS (jako reprezentant Prawa i Sprawiedliwości). Ukończył studia dzienne na Wydziale Lekarskim Akademii Medycznej im. Piastów Śląskich we Wrocławiu (2010) oraz zaoczne pięcioletnie studia prawnicze w Wyższej Szkole Prawa we Wrocławiu (2015). Po odbyciu studiów doktoranckich w Katedrze Medycyny Sądowej Uniwersytetu Medycznego we Wrocławiu w 2015 obronił napisaną pod kierunkiem Barbary Świątek rozprawę doktorską Kliniczna oraz formalno-prawna ocena postępowania w przypadku braku skuteczności terapii podtrzymującej życie. Następnie rozpoczął służbę wojskową. W 2016 uzyskał patent oficerski w Akademii Wojsk Lądowych im. gen. Tadeusza Kościuszki we Wrocławiu.
W 2018 otrzymał dyplom specjalisty w dziedzinie anestezjologii i intensywnej terapii. Jest autorem podręcznika poświęconego ograniczeniom techniki podtrzymującej życie zatytułowanego Terapia daremna dla lekarzy i prawników. W 2021 kończył z wyróżnieniem studia w dziedzinie strategii i innowacji na Uniwersytecie Oksfordzkim. W 2024 uzyskał na Gdańskim Uniwersytecie Medycznym stopień doktora habilitowanego nauk medycznych, przedstawiwszy dzieło Bezpieczeństwo i oddziaływanie molekularne oksygenacji hiperbarycznej.
Od października 2010 przez rok był lekarzem stażystą w Akademickim Szpitalu Klinicznym we Wrocławiu. Od stycznia do lipca 2012 był lekarzem rezydentem na Klinicznym Oddziale Anestezjologii i Intensywnej Terapii, 4. Wojskowego Szpitala Klinicznego z Polikliniką we Wrocławiu. Od stycznia 2012 do kwietnia 2015 był lekarzem rezydentem na Oddziale Anestezjologii i Intensywnej Terapii w Z.O.Z. w Bolesławcu. Od maja 2015 do maja 2017 młodszy asystent w Klinice Anestezjologii i Intensywnej Terapii Wojskowego Instytutu Medycznego. Następnie organizator i do czerwca 2022 pierwszy kierownik tamtejszej Kliniki Medycyny Hiperbarycznej. Założyciel Centrum Ratownictwa. W latach 2019–2022 przedstawiciel Polski w NATO Science and Technology Organization.
W 2012 odznaczony Medalem za Ofiarność i Odwagę przez prezydenta Rzeczypospolitej Polskiej Bronisława Komorowskiego na wniosek Wojewody Dolnośląskiego za zasługi w ratowaniu życia ludzkiego (za działania podjęte w trakcie katastrofy na terenie Międzynarodowych Targów Katowickich w 2006).
Organizator i pierwszy kierownik Kliniki Medycyny Hiperbarycznej Wojskowego Instytutu Medycznego.
W 2017 w utworzonym przez siebie Oddziale Klinicznym Medycyny Hiperbarycznej WIM podjął się ratunkowej terapii hiperbarycznej pilota samolotu odrzutowego MIG-29, który uległ awarii w trakcie lotu.  Był to pierwszy na świecie, opublikowany przypadek skutecznego leczenia choroby dekompresyjnej dużych wysokości z wykorzystaniem terapii hiperbarycznej oraz krążenia pozaustrojowego. Procedura lecznicza została wykonana z narażeniem zdrowia i życia lekarza, za co został w 2019 odznaczony Krzyżem Zasługi za Dzielność przez prezydenta RP Andrzeja Dudę, a także „Portretem Polskiej Medycyny”. W wyniku działań mających na celu zwalczanie epidemii SARS CoV2 w okresie szczytu zachorowań na COVID-19 w USA, został odznaczony Wojskowym Medalem Zasługi Stanu Illinois. W 2020 wyróżniony Odznaką Honorową „Bene Merito”.
W 2020 został po raz drugi odznaczony Krzyżem Zasługi za Dzielność, przyznanym za udział w Wojskowo-Cywilnej Misji Medycznej w Lombardii.
15 czerwca 2022 prezydent RP Andrzej Duda powołał go na stanowisko sekretarza stanu w Kancelarii Prezydenta. Przed objęciem stanowiska w KPRP pełnił w stopniu majora zawodową służbę wojskową w Wojskowym Instytucie Medycznym.
Z dniem 11 października 2022 prezydent RP Andrzej Duda powołał go na stanowisko sekretarza stanu, szefa Biura Bezpieczeństwa Narodowego. W trakcie pełnienia tej funkcji otrzymał awans na stopień podpułkownika rezerwy Wojska Polskiego. W styczniu 2025 podał się do dymisji, a w lutym tego samego roku został odwołany z pełnionych funkcji.
W maju 2025 został ogłoszony społecznym doradcą Rafała Trzaskowskiego.

## Misje
- W 2020 w trakcie pandemii COVID-19 był dowódcą Polskiej Wojskowo-Cywilnej Misji Medycznej w Lombardii w okresie szczytu zakażeń SARS-CoV-2 w północnych Włoszech[29].
- W 2020[30] był dowódcą Polskiej Wojskowej Misji Medycznej do USA[31] realizowanej w następstwie rozmowy telefonicznej prezydentów Polski i Stanów Zjednoczonych Ameryki, zainicjowanej przez prezydenta Donalda Trumpa[32]. Wspólnie z dowódcami Gwardii Narodowej uczestniczył w briefingu Pentagonu poświęconemu realizacji misji oraz aktualnej sytuacji epidemicznej w USA[33].

## Odznaczenia i wyróżnienia

### Ordery i odznaczenia
- Krzyż Kawalerski Orderu Odrodzenia Polski (2025)[34]
- Krzyż Zasługi za Dzielność (dwukrotnie: 2019[18][17] i 2020[22])
- Medal za Ofiarność i Odwagę (2012)[13]
- Odznaka Honorowa „Bene Merito” (2020)[21]
- Wojskowy Medal Zasługi Stanu Illinois (Stany Zjednoczone, 2020)[20]
- Krzyż Wielki Komandorski Orderu „Za zasługi dla Litwy” (Litwa, 2023)[35]
- Krzyż Komandorski I klasy Orderu Białej Róży Finlandii (Finlandia, 2023)[36]

### Wyróżnienia
- Portret Polskiej Medycyny (2019)[6]
- Odznaka pamiątkowa WIM
- Odznaka absolwenta WSOWL
- Odznaka „Dawca Przeszczepu” (2023)[37][38]